# Jan Grochowski (lekarz)
Jan Grochowski (ur. 4 czerwca 1930 we Lwowie, zm. 17 października 2007 w Krakowie) – lekarz, profesor nauk medycznych, specjalista z zakresu chirurgii ogólnej, specjalista I i II stopnia z chirurgii dziecięcej. Pionier chirurgii dziecięcej, jeden z twórców powstałego w 1965 Polsko-Amerykańskiego Instytutu Pediatrii w Prokocimiu, w którym najpierw objął stanowisko zastępcy dyrektora, a od 1976 dyrektora.
Studia medyczne ukończył w 1955 roku w Akademii Medycznej w Krakowie, w 1962 obronił doktorat, habilitował się w 1966, a tytuł profesora otrzymał w 1973
Wśród pionierskich zabiegów, przeprowadzonych przez prof. Grochowskiego – obok nowatorskich metod leczenia oparzeń u dzieci oraz ich wad wrodzonych – znalazła się pierwsza w Polsce operacja rozdzielenia bliźniąt syjamskich, wykonana w 1977 r.
Pochowany na cmentarzu w Borku Fałęckim przy ul. Zawiłej (kwatera XXXII, grób 151 – w drugim rzędzie).